# Torrie Lewis
Torrie Lewis (Nottingham, 8 gennaio 2005) è una velocista australiana detiene il primato nazionale australiano dei 100 metri piani.

## Biografia
Nata a Nottingham in Gran Bretagna, da padre di origine giamaicana e indiana e da madre di origine scozzese, si è trasferita in Australia all'età di 6 anni.
Il 27 gennaio 2024 stabilisce il nuovo record australiano dei 100 metri piani col tempo di 11"10. Il 23 marzo seguente con le compagne stabilisce il record australiano della staffetta 4x100 m.

## Record nazionali
Seniores
- 100 m piani: 11"10 ( Canberra, 27 gennaio 2024)
- Staffetta 4x100 m: 42"94 ( Sydney, 4 agosto 2023) (Ebony Lane, Bree Masters, Ella Connolly, Torrie Lewis)

Juniores
- 100 m piani: 11"10 ( Canberra, 27 gennaio 2024)

## Progressione

### 100 metri piani
| Stagione | Misura | Luogo    | Data       | Rank. Mond. |
| -------- | ------ | -------- | ---------- | ----------- |
| 2024     | 11"10  | Canberra | 27-1-2024  |             |
| 2023     | 11"23  | Sydney   | 11-3-2023  |             |
| 2022     | 11"35  | Brisbane | 5-3-2022   |             |
| 2021     | 11"33  | Brisbane | 18-12-2021 |             |
| 2020     | 11"57  | Brisbane | 24-10-2020 |             |
| 2019     | 11"91  | Sydney   | 21-12-2019 |             |
| 2018     | 12"54  | Cairns   | 9-12-2018  |             |
| 2017     | 12"90  | Sydney   | 14-10-2017 |             |

### 200 metri piani
| Stagione | Misura | Luogo    | Data       | Rank. Mond. |
| -------- | ------ | -------- | ---------- | ----------- |
| 2024     | 23"14  | Suva     | 7-6-2024   |             |
| 2023     | 23"02  | Brisbane | 2-4-2023   |             |
| 2022     | 23"18  | Brisbane | 6-3-2022   |             |
| 2021     | 23"38  | Sydney   | 19-4-2021  |             |
| 2020     | 23"51  | Brisbane | 24-10-2020 |             |
| 2019     | 24"34  | Sydney   | 21-12-2019 |             |
| 2018     | 25"05  | Sydney   | 28-9-2018  |             |
| 2017     | 25"85  | Sydney   | 12-10-2017 |             |

## Palmarès
| Anno | Manifestazione       | Sede     | Evento      | Risultato  | Prestazione | Note                          |
| ---- | -------------------- | -------- | ----------- | ---------- | ----------- | ----------------------------- |
| 2023 | Mondiali             | Budapest | 100 m piani | Batteria   | 11"45       | [ 5 ]                         |
| 2023 | Mondiali             | Budapest | 4x100 m     | Batteria   | dnf         | [ 6 ]                         |
| 2024 | World Relays         | Nassau   | 4x100 m     | 5ª         | 43"02       |                               |
| 2024 | Campionati oceaniani | Suva     | 200 m piani | Oro        | 23"14       | Record dei campionati         |
| 2024 | Giochi olimpici      | Parigi   | 200 m piani | Semifinale | 22"92       |                               |
| 2024 | Giochi olimpici      | Parigi   | 4×100 m     | Batteria   | 42"75       |                               |
| 2024 | Mondiali U20         | Lima     | 200 m piani | Argento    | 22"88       | Miglior prestazione personale |
| 2024 | Mondiali U20         | Lima     | 4x100 m     | Finale     | dq          |                               |
| 2025 | Mondiali indoor      | Nanchino | 60 m piani  | Semifinale | 7"23        |                               |

## Campionati nazionali
- 2 volte campionessa nazionale australiana dei 200 metri piani (2023, 2024)
- 1 volta campionessa nazionale australiana dei 100 metri piani (2023)

2023
- Oro ai campionati australiani (Brisbane), 100 m piani - 11"38
- Oro ai campionati australiani (Brisbane), 200 m piani - 23"02

2024
- Oro ai campionati australiani (Adelaide), 200 m piani - 23"05[7]

## Altre competizioni internazionali
2024
- Oro allo Xiamen Diamond League ( Xiamen), 100 m - 22"96